# Erba di casa mia (album)
Erba di casa mia  è il quinto album del cantante italiano Massimo Ranieri.

## Il disco
Si tratta quasi di una raccolta: sei canzoni infatti erano già state pubblicate nel primo album (Rose rosse, Se bruciasse la città), in Vent'anni... (Aranjuez, Vent'anni) e in Via del Conservatorio (Io e te e Adagio veneziano), mentre le altre quattro facevano parte di due 45 giri dei mesi precedenti, La tua innocenza/Ti ruberei e Amore cuore mio/Io di più.
Ti ruberei aveva partecipato a settembre alla Mostra internazionale di musica leggera di Venezia.
Amore cuore mio fa parte della colonna sonora del film Joe Valachi - I segreti di Cosa Nostra, di Terence Young.
La title track, che riscuote un grande successo vincendo Canzonissima il 6 gennaio 1973 e diventa una delle canzoni più note di Ranieri, viene pubblicata su 45 giri insieme a L'infinito.
Gli arrangiamenti e la produzione sono curati da Enrico Polito.

## Tracce
Lato A
1. Erba di casa mia – 3:41 (testo: Giancarlo Bigazzi – musica: Enrico Polito e Totò Savio)
2. La tua innocenza – 3:30 (testo: Paolo Limiti – musica: Claudio Cavallaro)
3. Ti ruberei – 3:03 (testo: Giancarlo Bigazzi – musica: Enrico Polito e Totò Savio)
4. L'infinito – 3:25 (testo: Giancarlo Bigazzi – musica: Enrico Polito e Totò Savio)
5. Io di più – 3:23 (testo: Giancarlo Bigazzi – musica: Enrico Polito e Totò Savio)
6. Amore cuore mio – 2:44 (testo: Vito Pallavicini – musica: Riz Ortolani)

Durata totale: 19:46
Lato B
1. Vent'anni – 2:58 (testo: Giancarlo Bigazzi – musica: Enrico Polito e Totò Savio)
2. Se bruciasse la città – 3:13 (testo: Giancarlo Bigazzi – musica: Enrico Polito e Totò Savio)
3. Rose rosse – 3:18 (testo: Giancarlo Bigazzi – musica: Enrico Polito)
4. Io e te – 3:22 (testo: Daniele Pace – musica: Ennio Morricone)
5. Adagio veneziano – 4:15 (testo: Giancarlo Bigazzi – musica: Benedetto Marcello, Frank Pourcel)
6. Aranjuez – 4:35 (testo: Giancarlo Bigazzi – musica: Joaquín Rodrigo)

Durata totale: 21:41